# Psychopathie
Ne doit pas être confondu avec Psychose, Psychopathologie ou Psychopathie autistique.
« Psychopathe » redirige ici. Pour l’article homophone, voir Psikopat.
Pour l'école, voir Psychoprat'.
La psychopathie, des mots grecs : psyche, ψυχή (« esprit, âme ») et pathos, πάθος (« souffrance, changement accidentel »), est un trouble de la personnalité, caractérisé par un comportement antisocial, un manque de remords et un manque de « comportements humains », généralement associé dans la culture populaire à un mode de vie criminel et instable, voire à des sens totalement erronés allant de la perversion des tueurs en série à la psychorigidité hygiénique — bien que cette notion recouvre et parfois distingue des types de personnalités intellectuellement primaires comme des personnes manipulatrices et dominantes bien intégrées dans la société voire considérées comme des modèles, dont la pratique dissimulatrice peut plus ou moins escamoter la nature. Il n'existe aucun consensus concernant le critère symptomatique et de nombreuses hypothèses ont été élaborées concernant les causes et les éventuelles possibilités de traitement.
Il n'y a jamais eu de définition diagnostique officielle portant la dénomination « psychopathie », que ce soit dans le Manuel diagnostique et statistides troubles mentaux (DSM) ou dans la Classification statistique internationale des maladies et problèmes de santé connexes. La première édition du DSM en 1952 comportait une section sur les « troubles de la personnalité sociopathe », un terme général regroupant des troubles tels que l'alcoolisme, et il y était fait mention d'une « réaction antisociale » et d'une « réaction dyssociale », notions qui dans la troisième édition du Manuel diagnostique et statistique des troubles mentaux (DSM-III) seront redéfinies en trouble de la personnalité dyssociale (ou antisociale), avec la mise en place d'un critère diagnostique clinique à un critère diagnostique comportemental[pas clair]. Le groupe travaillant sur le DSM-V a recommandé une révision de la partie concernant la personnalité antisociale avec une nouvelle nomenclature désignant de manière générale le « trouble de la personnalité antisocial-dyssocial », qui devait inclure un sous-type « antisocial-psychopathique » ; cependant, cette suggestion n'a pas été retenue dans cette cinquième édition.
Malgré les termes similaires, les psychopathes sont rarement psychotiques. Les psychopathes sont, en moyenne, plus violents ou malveillants, et ont recours à la manipulation pour obtenir ce qu'ils désirent. Il y a 66 % de chances qu'une personne psychopathe ait un score de dangerosité plus élevé qu'une personne choisie au hasard dans la population,. En général, ce sont des individus qui ne ressentent pas d'empathie, ils se soucient peu de ce que les autres ressentent et les utilisent pour atteindre leur but. Le mensonge pathologique, les violations répétées des normes sociales, la victimisation, la tendance à blâmer autrui ou l’intolérance à la frustration peuvent être des comportements révélateurs de ce trouble.
L'évaluation des caractéristiques de la psychopathie est largement utilisée dans le cadre de la justice pénale de certains pays et peut avoir des conséquences importantes pour les personnes concernées. Le terme est également utilisé par le grand public, dans la presse populaire, et dans la représentation fictive des psychopathes.

## Caractéristiques et instruments de mesure
La psychopathie est le plus souvent évaluée par une échelle de la psychopathie révisée (PCL-R) (en) créée par le chercheur canadien Robert D. Hare, basée sur les critères établis dans les années 1940 par Hervey Cleckley, pionnier des descriptions des traits de la psychopathie et de la recherche sur les criminels et délinquants incarcérés au Canada. La PCL-R est appelée par certains[Qui ?] le « gold standard » dans l'évaluation de la psychopathie. Des scores élevés PCL-R sont corrélés positivement au niveau d'impulsivité, d'agressivité, de machiavélisme, de comportement criminel persistant, et négativement avec des mesures de l'empathie et de l'affiliation. Un score de 30 sur un maximum de 40 est le seuil recommandé pour que la personne soit désignée psychopathe, bien qu'il y ait peu de bases scientifiques permettant d'étayer ce seuil. Les critères du PCL-R ont été conçus pour être divisés en deux facteurs. Le premier facteur correspond aux traits de personnalité interpersonnels ou affectifs (émotion) ; des valeurs élevées sont associés à un fort narcissisme, à un faible degré d'empathie, à une tendance à la dominance sociale et une moindre propension à la peur ou à la dépression. Le deuxième facteur correspond soit à des comportements impulsifs irresponsables, soit à des comportements antisociaux, et est associé à un mode de vie inadapté, y compris la criminalité. La « promiscuité sexuelle » et le « nombre d'unions conjugales à court terme » ont parfois été laissés de côté dans ces divisions[pas clair] (Hare, 2003).
Deux psychologues, Cooke et Michie, ont fait valoir qu'une structure à trois facteurs fournit un meilleur modèle que la structure à deux facteurs. Dans leur dispositif, les critères strictement relatifs au deuxième facteur, c'est-à-dire au comportement antisocial (la polyvalence criminelle, la délinquance juvénile, la révocation de la libération conditionnelle, les problèmes comportementaux précoces, et les contrôles comportementaux pauvres[pas clair]) ont été supprimés. Les éléments restants ont été divisés en trois facteurs : l'arrogance et la tromperie ; une expérience affective insuffisante ; et un style de vie impulsif et irresponsable. Hare et ses collègues ont publié des critiques détaillées de ce modèle, arguant qu'il présente des biais statistiques et problèmes conceptuels.
Par ailleurs, Cooke et collaborateurs ont suggéré que la variabilité interculturelle pouvait conduire à des diagnostics erronés, où à la sur-représentation de catégories de sujets. Par ailleurs, une étude de 2024, portée par Letourneur et collaborateurs, a relevé des taux particulièrement élevés de diagnostics de psychopathie dans un contexte interculturel historiquement marqué par l'héritage colonial, suggérant des biais d'évaluation complexes. 
Parce que les scores d'un individu peuvent avoir des conséquences importantes pour son avenir, avec une nuisance potentielle si le test est utilisé ou employé de façon incorrecte, celui-ci ne peut être considéré comme valide que s'il est effectué par un médecin ou psychologue dûment qualifié et expérimenté, et réalisé dans des conditions contrôlées. La liste et le concept de Hare ont également été critiqués[pas clair] : en 2010, il  a été menacé de poursuites judiciaires, ce qui a empêché la publication d'un de ses articles traitant de la PCL-R, ce qui a suscité une vive controverse[réf. nécessaire]. Hare a allégué que l'article était mal cité ou mal paraphrasé par les autres chercheurs. L'article parut finalement trois ans plus tard. Il a allégué que la liste de contrôle est mal considérée par beaucoup comme la définition de base de la psychopathie, mais il laisse de côté les facteurs clés, tout en remettant la criminalité au cœur du concept. Les auteurs ont fait valoir que cela conduit à des problèmes de sur-diagnostic et à une utilisation abusive de la liste de contrôle pour obtenir des condamnations[incompréhensible]. Hare a depuis déclaré qu'il reçoit moins de 35 000 dollars par an en redevances associées à la liste de contrôle et ses dérivés.
En outre, le concept de la psychopathie de Hare a été critiqué comme n'étant que faiblement applicable à des contextes réels, et tendant vers la tautologie. Ce modèle est également accusé d'être vulnérable aux « effets d'étiquetage » ; d'être trop simpliste, réducteur ; d'être un exemple d'erreur fondamentale d'attribution ; et de ne pas donner assez d'attention au contexte et à la nature dynamique du comportement humain. Certaines recherches suggèrent que les notations effectuées à l'aide de ce système dépendent de la personnalité du praticien qui l'applique, y compris de sa propre empathie. Un chercheur légiste a suggéré que les futures études doivent examiner la classe sociale, la race et les croyances philosophiques des évaluateurs, car ils peuvent ne pas être informés et promulguer des jugements partiaux de personnes dont le mode de vie individuel ou en société suscite le manque de compréhension ou d'empathie de la part de ces derniers,.
Contrairement à la PCL, l'Inventaire de personnalité psychopathique (Psychopathic Personality Inventory (en) PPI) a été élaboré sur des traits de personnalité globale indexés sans se référer explicitement à des comportements antisociaux ou criminels. Il s'agit d'une échelle d'auto-évaluation qui a été développée dans des expériences non-cliniques (par exemple, avec des étudiants universitaires pour sujets, plutôt que des prisonniers), bien que pouvant être utilisé dans un contexte clinique. Il a été révisé en 2005 pour devenir le PPI-R et comprend aujourd'hui 154 critères répartis en huit sous-échelles. Les scores des critères sont répertoriés en groupes de deux facteurs primordiaux et largement séparés[pas clair] (contrairement aux facteurs PCL-R), plus un troisième facteur qui est largement plus indépendant que les deux autres :
1. Domination sans peur. À partir des sous-échelles d'influence sociale, d'intrépidité, et d'immunité au stress. Associée à une moindre propension à l'anxiété, à la dépression mais aussi à l'empathie, ainsi qu'à un haut niveau de bien-être, d'affirmation de soi, de narcissisme, et de recherche de sensations fortes.
2. Impulsion antisociale. À partir des sous-échelles du « machiavélisme », de l'égocentrisme, du non-conformisme, de la rébellion, de l'externalisation du blâme, et d'un comportement insouciant associé à un manque de planification. Associée à l'impulsivité, à l'agressivité, à la consommation de drogues, aux comportements antisociaux, aux affects négatifs, et aux idées suicidaires.
3. Sang-froid. À partir d'une sous-échelle portant le même nom.

Dans son livre The Mask of Sanity (en), Hervey M. Cleckley décrit 16 « qualités communes » qu'il juge caractéristiques des personnes définies comme psychopathes ; la liste de Cleckley est constituée sur la base de la liste PCL-R de Hare. Cleckley indique dans la première édition de The Mask of Sanity (p. 257) que ceux qu'il appelle psychopathes sont « franchement et sans aucun doute psychotiques », contrairement aux classifications ultérieures de cet état en tant que trouble de la personnalité. Il ne les a pas particulièrement décrits comme hostiles ou agressifs, contrairement à des représentations plus sinistres que d'autres ont développées plus tard. En outre, il a évoqué l'existence d'une forme bénigne et extrêmement commune de cette affection : « Si l'on considère, en plus de ces patients (dont la quasi-totalité présentent un historique de profonds déséquilibres, de misère et d'apathie prolongée sur des années, les conduisant à être internés en hôpital psychiatrique), le très grand nombre d'individus présents dans toutes les communautés qui présentent des profils comportementaux similaires mais sous des formes atténuées et étant suffisamment protégés par leurs proches pour rester en liberté, alors on s'aperçoit que la prévalence de ce trouble est effrayante. » Il existe quelques tests traditionnels de personnalité contenant des sous-échelles liées à la psychopathie, mais ceux-ci évaluent les tendances non spécifiques à un comportement antisocial ou criminel. Il s'agit notamment du Minnesota Multiphasic Personality Inventory (échelle de déviation psychotique), du California Psychological Inventory (échelle de socialisation), et du Millon Clinical Multiaxial Inventory (échelle de trouble de la personnalité antisociale). Citons encore le Levenson Self-Report Psychopathy Scale (LSRP) et le Hare Self-Report Psychopathy Scale (HSRP). Cependant, en termes de tests d'auto-évaluation, le PPI/PPI-R est devenu le plus utilisé dans la recherche sur la psychopathie moderne sur les adultes.

## Causes et physiopathologie

### Théories
Parmi les théories psychodynamiques et psychanalytiques permettant d'approcher la question de l'étiologie du caractère psychopathique, les recherches de Melanie Klein sont parmi les plus significatives. Klein postule chez le bébé, à partir de ses observations cliniques, deux modalités normales de rapport aux « objets » environnementaux : la position schizo-paranoïde et la position dépressive. Celles-ci seraient liées à une temporalité, que Klein décrit et date d'ailleurs de manière assez précise : la position schizo-paranoïde serait grossièrement liée à la première année de vie, et la position dépressive se mettrait en place progressivement ensuite, vers l'âge d'un an. Le terme de « position » est préféré au terme de « phase » car Klein fait remarquer que la seconde modalité ne viendra pas remplacer la première, mais que, bien plutôt, elles coexisteront et agiront ensuite en parallèle dans le psychisme[réf. nécessaire].
Dans la position schizo-paranoïde, les objets sont perçus de manière « partielle », ce sont des fragments corporels (Klein s'attache notamment au rôle du sein maternel – qu'on pourrait d'ailleurs étendre de la même façon au biberon : ce qui est lié à la fonction de nourrissage) considérés, en quelque sorte, de manière simpliste et « manichéenne » : ils sont bons ou mauvais selon qu'ils sont gratifiants ou frustrants. Le nourrisson, par ailleurs, projetterait ses propres pulsions agressives, notamment orales, sur les objets reconnus comme mauvais ; l'archétype du « bon » objet est ainsi le sein qui apparaît quand le bébé le désire, tandis que le sein absent ou frustrant est l'archétype du « mauvais » objet. Melanie Klein date vers l'âge d'un an le développement progressif de la seconde modalité de rapport aux objets, la position dépressive, dans laquelle les objets commenceraient à être reconnus de manière plus complexe et élaborée, non plus simplement « bons » ou « mauvais », mais « composés ». En parallèle de cela se développerait progressivement la capacité « dépressive » qui ouvre la possibilité, en quelque sorte, de « s'en faire » (concern en anglais) pour les « objets » (le terme « objet » étant utilisé en psychologie psychanalytique dans une large acception qui désigne fréquemment les personnes avec lesquelles on est en relation).
Ce serait donc notamment par des « accidents » et difficultés, dans le fil du développement psychique du jeune enfant, et venant entraver la mise en place correcte de cette « position dépressive », que pourraient survenir des écueils psychopathiques. Suivant ce fil théorique le caractère psychopathique serait donc lié à des difficultés dans l'élaboration de la position dépressive, et par suite, à un « ancrage » relatif dans la position et la modalité schizo-paranoïde, ce qui peut s'avérer éclairant dans les liens que peuvent entretenir caractère psychopathique et paranoïa. Dans le cadre d'une approche psychodynamique, le caractère psychopathique apparaît ainsi comme fondé sur des éléments de l'histoire archaïque du sujet, et relevant donc d'un ancrage très profond, sans que cela amène pour autant à penser une totale et absolue fixité ou irréversibilité.
Les théories étiologiques contemporaines tentant d’expliquer la psychopathie reposent sur des données empiriques provenant des neurosciences cliniques et de la psychologie cognitive. Elles se divisent en trois groupes :
1. L’une fait de l’absence de peur et d’anxiété le moteur des comportements insensibles et antisociaux des psychopathes[21].
2. Une autre présente la psychopathie comme un syndrome qui comprend trois composants : désinhibition, audace et méchanceté[22].
3. Enfin, une troisième met l’accent sur un déficit attentionnel qui compromet le traitement des informations périphériques, y compris les stimuli de peur et de détresse[23].

### Environnements
Une étude a été menée par Farrington[Qui ?] concernant des facteurs environnementaux qui peuvent déclencher des traits de psychopathie chez des sujets masculins originaires de Londres âgés entre 8 et 48 ans. Ces facteurs incluent « des parents négligeant leurs enfants, une négligence physique de l'enfant, une rare attention du père pour son enfant, un faible revenu familial, et originaire d'une famille perturbée. » D'autres facteurs significatifs incluent une mauvaise discipline, une famille trop nombreuse, une mère jeune et/ou dépressive, un faible statut social et le mal-logement.
Il existe également un lien entre la psychopathie et le rejet social. Henry Lee Lucas, un tueur en série diagnostiqué psychopathe, fut harcelé lorsqu'il était enfant et expliquait que sa haine envers la société était due au rejet social,.

### Génétique
Une approche pour étudier le rôle de la génétique de la criminalité est de calculer le coefficient d'hérédité. Il décrit la proportion de l'écart qui est due à des facteurs génétiques pour une caractéristique particulière qui diffère entre les individus. La proportion de non-héritabilité peut être subdivisée entre « environnement partagé », qui représente un facteur non génétique rendant les frères et sœurs similaires, et « environnement non partagé », correspondant à un facteur non génétique rendant les frères et sœurs différents les uns des autres. Les études sur les caractéristiques de la personnalité typique de la psychopathie ont trouvé une influence modérée de la génétique, les deux facteurs dominants de l'absence de peur et de l'impulsion antisociale étant eux-mêmes modérément influencés par la génétique et ne corrélant pas les uns aux autres, donc n'indiquant pas des influences génétiques distinctes.
Le polymorphisme du gène SLC6A4, codant le transporteur de la sérotonine, a très possiblement un lien avec la démonstration de traits psychopathiques. Les allèles dits longs sont associés avec une transcription accrue du transporteur et les homozygotes de cet allèle présentent des similarités importantes avec les psychopathes[précision nécessaire].

### Neuroscience
Des études en neurosciences cliniques, réalisées au moyen de l'imagerie cérébrale, ont montré que des psychopathes exposés à des mots comme « viol », « meurtre » et « amour » présentaient une réaction des zones associées au langage et avaient, de façon schématique, une réponse plus cognitive qu'émotionnelle. En aucune manière ces résultats n'ont prouvé que les personnes diagnostiquées psychopathes étaient dépourvues d'émotions en raison d'un handicap cérébral. Une étude sur l'empathie menée au début de 2013 à l'Université de Chicago conclut que les psychopathes ne peuvent ressentir d'empathie. Cette étude menée auprès de 80 prisonniers âgés entre 18 et 50 ans met en évidence que certaines aires cérébrales, comme le cortex orbitofrontal et ventromedian, sont moins actives que chez les non-psychopathes lorsque le sujet est exposé à des images montrant d'autres individus en train de souffrir.
De nombreuses études de neuroimagerie anatomique associent la psychopathie à une multitude d'anomalies morphologiques, telles que la réduction du volume de l'amygdale, la réduction des volumes de matière grise dans le sillon temporal supérieur, une augmentation du volume du striatum, la réduction de l'intégrité du fascicule unciné qui relie le système limbique et le cortex préfrontal ventromédian,,.
Des anomalies fonctionnelles ont été détectées dans le traitement d'expressions de peur et de tristesse. Les psychopathes ont une réaction de sursaut moindre, des réponses réduites du système nerveux autonome aux signaux de détresse. Ces anomalies semblent toutefois dépendre du contexte et être modulées par le niveau d’attention, ce qui explique l’observation que la même région cérébrale puisse être rapportée comme hypo- ou hyperactive.
Le cerveau des psychopathes est en quelque sorte « câblé » de manière à les amener à surestimer les récompenses immédiates et à négliger les conséquences futures d’actions potentiellement dangereuses ou immorales,.
Une série études en IRM fonctionnelle sur l'empathie menée par Jean Decety de l'Université de Chicago indique que lorsque les psychopathes focalisent leur attention sur les expressions émotionnelles (joie, tristesse, peur et douleur) des autres, ils activent les mêmes régions cérébrales que les personnes des groupes de contrôle, en particulier l'insula et l’amygdale. Ces résultats s’accordent avec la théorie attentionnelle de la psychopathie. En revanche, lorsque l’on présente des vidéos montrant autrui en train de souffrir, les psychopathes présentent une réponse réduite dans le cortex préfrontal ventromédian. Cette partie du cerveau est essentielle dans le codage des signaux de récompense et de punition ainsi que de la représentation de la valeur subjective des stimuli, informations critiques dans la prise de décision.
Dans une autre étude, Decety et son équipe ont examiné les réponses cérébrales et la connectivité fonctionnelle entre ces régions chez les psychopathes incarcérés selon qu’ils adoptent une perspective égocentrée ou imaginent la souffrance d’une autre personne. Dans la perspective égocentrée, les prisonniers présentant une psychopathie élevée ont une réponse typique au sein du réseau impliqué dans l'empathie pour la douleur. Inversement, lorsqu’ils imaginent autrui, les psychopathes présentent un profil d’activation et de connectivité cérébrale atypique. La réponse dans l'amygdale, l'insula et cortex préfrontal ventromédian est inversement corrélée au facteur 1 de la PCL-R (interpersonnel) lorsque les psychopathes imaginent autrui souffrir.

### Neurotransmetteurs et hormones
Un haut niveau de testostérone associé à un niveau bas de cortisol sont des facteurs corrélés aux traits psychopathiques. La testostérone est « associée à un comportement d'approche, à une recherche de récompense, et à la réduction de la peur ». Le cortisol est une hormone impliquée dans la sensation de peur et dans les états dépressifs, mais selon certaines études, il diminue « les sensations de peur, la sensibilité aux punitions et le sevrage ». Des études ont conclu que les comportements agressifs et antisociaux sont associés à un haut niveau de testostérone, mais il est impossible d'en déduire si les psychopathes possèdent ce haut niveau de testostérone. Quelques études ont démontré que la psychopathie est associée à un niveau bas de cortisol.

## Diagnostic
La classification des troubles mentaux, une nosologie ou taxinomie psychiatrique, est un outil fondamental dans le domaine de la psychiatrie et des autres disciplines médicales pour analyser les symptômes et leurs causes.
Il existe actuellement deux systèmes établis pour classifier les troubles mentaux — le chapitre V de la Classification internationale des maladies (CIM-10), publiée par l'Organisation mondiale de la santé (OMS) et le Manuel diagnostique et statistique des troubles mentaux (actuellement dans sa cinquième révision, communément abrégé en DSM-V), publié par l'Association américaine de psychiatrie (AAP). Ces deux listes catégorisent et codifient les troubles de manières distinctes.
Actuellement, la psychopathie est définie par un score : la Psychopathy Checklist de Hare (en). Cette liste est basée sur 20 éléments de traits de personnalité et de comportements enregistrés, complétée sur la base d'une anamnèse semi-structurée et d'informations collatérales. Toute personne ayant un score suffisamment élevé (variable selon les pays) est considérée comme psychopathe.

### Diagnostic assisté par ordinateur
Certaines applications d'intelligence artificielle prétendent être en mesure d'effectuer un prédiagnostic de psychopathie, notamment par l'analyse des expressions faciales ou des mouvements de la tête,.

## Autres considérations diagnostiques
Selon Robert Hare, la différence entre psychopathie et sociopathie peut s'expliquer par l'origine du trouble. La plupart des sociologues, des criminologues et même certains psychologues pensent que le trouble s'explique par l'environnement social et préfèrent parler de « sociopathes ». Ceux qui, comme Hare, pensent que le trouble s'explique par une combinaison de facteurs psychologiques, biologiques, génétiques et environnementaux utiliseront de préférence le terme « psychopathe ».
Selon David Lykken, la psychopathie et la sociopathie sont deux manifestations différentes du trouble de la personnalité antisociale. Il avance que les psychopathes naissent avec des caractéristiques psychologiques particulières comme l'impulsivité ou l'absence de peur, qui les conduisent à chercher le risque et les rendent incapables d'intégrer les normes sociales. Par contraste, les sociopathes ont un tempérament plus « normal » ; leur trouble de la personnalité tient davantage à un environnement social défavorable (parents absents, proches délinquants, pauvreté, intelligence extrêmement faible ou développée). Ces deux troubles de la personnalité résultent d'une interaction de facteurs génétiques et de facteurs environnementaux, mais la psychopathie tient surtout à des facteurs héréditaires, tandis que la sociopathie tient surtout à des facteurs environnementaux.

## Traitements
La psychopathie est souvent décrite comme incurable. Le Manuel de psychopathie d'Harris et Rice indique qu'il y a peu de preuves d'un remède ou d'un traitement efficace. Il n'existe pas de médicament pouvant susciter l'empathie. De plus, il a été suggéré que les psychopathes qui suivent la thérapie par la parole traditionnellement préconisée pourraient devenir plus habiles à manipuler les autres et plus susceptibles de commettre des crimes. La seule étude montrant une augmentation de récidive après le traitement date de 2011. Elle avait trait à une rétrospective sur un programme de traitement datant des années 1960 et comportait plusieurs problèmes méthodologiques susceptibles de ne pas être approuvés aujourd'hui. Certaines études quasi-expérimentales relativement rigoureuses et utilisant des méthodes de traitement plus modernes ont trouvé des améliorations concernant la réduction future des comportements criminels violents, mais aucune n'a fait l'objet d'une étude contrôlée randomisée. D'autres études ont montré des améliorations dans les facteurs de risque pour les crimes tels que la toxicomanie. Aucune étude avant 2011 n'avait examiné si les traits de personnalité pouvaient être modifiés par ces traitements. Il a été démontré dans certaines études que les techniques de modification de la punition et du comportement ne peuvent pas améliorer le comportement des psychopathes.

## Prévalence
Il est estimé qu'environ 1 % de la population générale serait atteinte de psychopathie. Une étude britannique de 2009 fait état d'une proportion de 0,6 % d'une communauté.
Le psychologue Robert Hare, dans son ouvrage intitulé Without Conscience: The Disturbing World of Psychopaths Among Us, affirme que la psychopathie pourrait être liée à une prédisposition génétique. Il part du principe que les psychopathes sont des hommes hétérosexuels de façon prédominante[réf. nécessaire], ont des relations sexuelles sans protection avec des partenaires féminines multiples, et, du fait qu'ils abandonnent rapidement ces femmes, procréent d'une manière plus élevée que la moyenne. Sans connaître leur père, ces enfants, à moins que cette singularité n'affecte leur développement ou que celui-ci ne soit plus multifactoriel, hériteraient génétiquement de la psychopathie dans des proportions notables[pas clair].
S'exprimant dans le Guardian, le Dr Clive Boddy estime que la fréquence de la psychopathie chez les femmes est sous-estimée, car les manifestations en sont plus subtiles.

Les dix professions avec les plus hauts taux de psychopathes seraient, :
1. Directeur général
2. Avocat
3. Médias (TV/radio)
4. Vendeur
5. Chirurgien
6. Journaliste
7. Policier
8. Membre du clergé
9. Chef cuisinier
10. Fonctionnaire

Les dix professions avec les plus faibles taux de psychopathes seraient, :
1. Aide-soignant
2. Infirmier
3. Thérapeute
4. Artisan
5. Esthéticien/Styliste
6. Bénévole
7. Enseignant
8. Artiste créatif
9. Médecin
10. Comptable

Cette classification doit être abordée avec prudence : en France, par exemple, un infirmier employé par un établissement public de santé est fonctionnaire. Fonctionnaire n'est d'ailleurs pas une profession, mais un statut qui peut s'appliquer à des centaines de professions différentes.

## Histoire

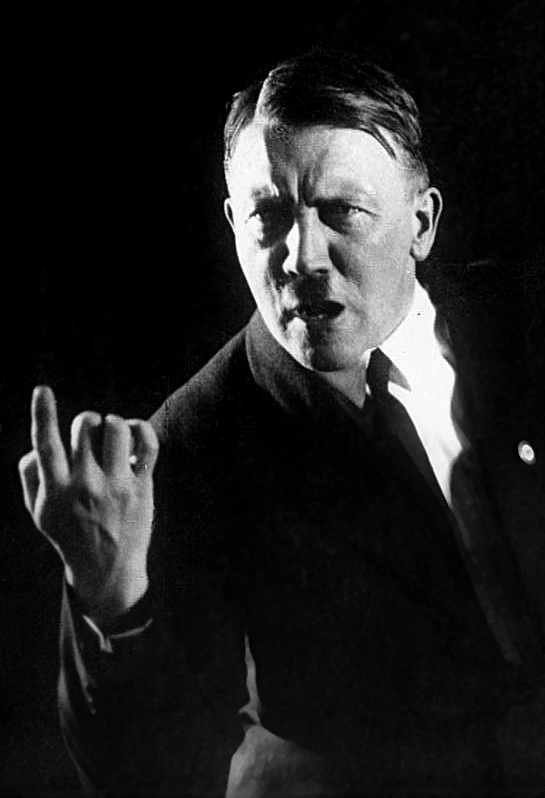
Walter C. Langer de l'Université Harvard a décrit Adolf Hitler comme un psychopathe névrosé.

Le concept actuel de la psychopathie a, d'une manière thématique, été associé aux écrits de Théophraste, un disciple d'Aristote durant la Grèce antique.
En 1801, Philippe Pinel décrit des patients ayant des comportements impulsifs et autodestructeurs, sans troubles du raisonnement. Il désigne ce syndrome sous le terme de « manie sans délire ». En 1909, Karl Birnbaum, neuropsychiatre berlinois, forge le terme « sociopathie », dans le but de décrire les causes sociales du comportement antisocial. Le masque de la normalité, d'Hervey M. Cleckley, publié pour la première fois en 1941, est un ouvrage qui expose le cas de plusieurs individus (majoritairement des prisonniers) qualifiés de psychopathes par l'auteur. Cleckley y décrit 16 types de psychopathie.
Le Manuel diagnostique et statistique des troubles mentaux, publié par la Association américaine de psychiatrie, incorpore dans ses premières versions de nombreux concepts de personnalité psychopathe / sociopathe  / antisociale, mais depuis le DSM-III publié en 1980, le terme de trouble de la personnalité antisociale est utilisé pour décrire la psychopathie. Cette décision est basée sur le critère mis en avant par le docteur Cleckley dans son ouvrage Le masque de la normalité. La Classification internationale des maladies de l'Organisation mondiale de la santé incorpore un diagnostic similaire de trouble de la personnalité dyssociale. Le DSM et la CIM expliquent que la psychopathie (ou sociopathie) sont synonymes de leurs dénominations diagnostiques respectives.

## Distinction entre la psychopathie et d'autres conditions
La psychopathie peut être confondue avec d'autres conditions.

### Distinction entre la psychopathie et l'autisme
L'hypothèse d'un lien possible entre l'autisme, la psychopathie et la criminalité a attiré une certaine attention scientifique.
Le psychiatre irlandais Michael Fizgerald a postulé l'existence d'une catégorie de « psychopathes autistes » qui combinent les caractéristiques de l'autisme et de la psychopathie, sur la base d'une dénomination employée par Hans Asperger qui évoque la « psychopathie autistique »,. Cette hypothèse est réfutée par Zoltan Boka et Faith Leibman, dans la mesure où il existe un faisceau de preuves démontrant que les personnes autistes ressentent des émotions, et n'ont généralement aucune intention de commettre des crimes ou des délits, au contraire des personnalités psychopathes. Pour Dana Kay Nelkin, la psychopathie est dissociée de l'autisme car les psychopathes ne comprennent pas la notion d'autorisation de la victime, et n'ont pas de capacité de responsabilité morale. Mara Bollard dit qu'au contraire des personnalités psychopathes, les personnes autistes ressentent l'empathie affective, et peuvent de ce fait être des agents moraux ; l'existence d'une empathie affective chez les personnes autistes, inexistante chez les personnes psychopathes, avait déjà été soulignée lors d'une étude sur des garçons en 2010. Sur les difficultés de réciprocité socio-émotionnelle que peuvent néanmoins rencontrer des autistes, cette étude a conclu en relevant une différence fondamentale avec le manque psychopathique d'empathie car les autistes y compris de haut niveau peuvent avoir des sentiments socio-émotionnels mais du mal à comprendre ceux d'autrui, et aussi une intelligence sociale élevée et des compétences empathiques et affectives de nature et degré singuliers, alors que les psychopathes, surtout socialement insérés et admirés, tirent leur domination d'une intelligence psychologique sans identification sciemment utilisée pour manipuler et augmenter ou provoquer la détresse sans regret,  « les tendances psychopathiques sont associées à des difficultés à s'identifier à la détresse d'autrui, tandis que les TSA se caractérisent par des difficultés à savoir ce que pensent les autres ».
Une analyse menée sur une population en prison de haute sécurité au Portugal, en 2018, conclut sans amalgame à la présence de certains traits autistiques ainsi qu'essentiellement psychopathiques chez des criminels plus fréquemment qu'en population générale, mais également à l'absence totale de lien entre autisme et psychopathie.

## Médias
Le film The Corporation présente des interviews de dirigeants de grandes entreprises et associe leurs réponses sur la gestion d'une société aux critères caractérisant la psychopathie dans le DSM. De la construction du film, il ressortirait que la grande entreprise envisagée comme individu se comporterait comme une personnalité psychopathe, même si ses dirigeants sont exempts de cette caractéristique[réf. nécessaire].
Dans un registre voisin, la série Profit illustre comment un psychopathe doué exploite le monde des affaires.[réf. nécessaire]
Le documentaire Je suis un psychopathe, tourné en 2009 par Ian Walker, suit Sam Vaknin au cours de ses démarches diagnostiques. Ce documentaire montre toute la puissance de manipulation de ce type de personnalité[réf. nécessaire].
La série télévisée Dexter (basée sur un roman de Jeff Lindsay) présente le personnage Dexter Morgan comme un tueur en série psychopathe travaillant comme expert forensique pour la police de Miami (spécialisé dans l'analyse des giclées de sang).